# Холмеч
Холмеч (бел. Хо́лмеч) — агрогородок, центр Холмечского сельсовета Речицкого района Гомельской области Белоруссии.

## География

### Расположение
В 29 км на юго-восток от районного центра и железнодорожной станции Речица (на линии Гомель — Калинковичи), 65 км от Гомеля.

## Гидрография
На реке Днепр.

## Транспортная сеть
Рядом автодорога Лоев — Речица. Планировка состоит из трёх прямолинейных, параллельных между собой улиц, близких к широтной ориентации, пересекаемых двумя короткими улицами. Застройка преимущественно деревянная усадебного типа. В 1987—1991 годах построено 348 кирпичных домов, коттеджного типа, в которых разместились переселенцы из загрязнённых радиацией мест после катастрофы на Чернобыльской АЭС.

### Улицы
- Белорусская
- Днепровская
- Дружбы
- Мира
- Молодёжная
- Озёрная
- пер. Днепровский
- пер. Мира
- Полевая
- Садовая
- Совхозная
- Строителей
- Шоссейная

## История
По преданию, название произошло от слияния слов «холм» и «меч». Обнаруженные археологами курганы XI века свидетельствуют о заселении этих мест с давних времён.По письменным источникам известна с XVI века как селение в Речицком повете Минского воеводства Великого княжества Литовского. Согласно переписи армии литовского 1567 года во владении А. Холецкого. Под 1583 год обозначена как частнособственническое местечко на тракте Бобруйск — Чернигов. Обозначена в архивных материалах под 1598 год и на карте ВКЛ 1613 года. В XVI—XVII веках принадлежала Воловичам. Имелись укрепления, о которых упоминается в связи с событиями 1649 года и сражением отрядов украинских казаков С. Подобайло и М. Кричевского с армиями гетмана ВКЛ Я. Радзивилла. 4 июля 1775 года здесь был подписан акт разграничения земель после 1-го раздела Речи Посполитой.
После 2-го раздела Речи Посполитой (1793 год) в составе Российской империи. В 1795 году местечко, 2 церкви, которые в 1810 году сгорели. В 1811 году из деревни Ветхинь перенесена в деревню Холмеч деревянная Покровская церковь, в 1863 году начала работу церковь Александра Невского (перестроена из костёла).
В 1855 году граф Ракицкий владел в деревне и околице 6204 десятинами земли, винокурней и двумя трактирами. В 1864 году открыто народное училище. Действовали пристань и паромная переправа через реку Днепр. В 1885 году работали 2 магазина; центр Холмечской волости, в которую в 1885 году входили 18 селений с 808 дворами. С 1888 года работало почтово-телеграфное отделение. Согласно переписи 1897 года действовали две церкви, часовня, три еврейских молитвенных дома, народное училище, почтовая станция, пристань, хлебозапасный магазин, 60 магазинов, три торговых ряда, два постоялых дома, три харчевни, трактир. Рядом была усадьба Холмеч (она же Дубровино). Имелись лесопилка (паровой двигатель, 18 рабочих) и аптека.
С 8 декабря 1926 до 4 августа 1927 года центр Холмечского района Речицкого с 9 июня 1927 года Гомельского округов. В 1930 году работали начальная школа, изба-читальня, больница, отделение потребительской кооперации, сельскохозяйственное кредитное товарищество. В 1930 году организован колхоз «Гигант», работали паровая мельница и кирпичный завод.
Во время Великой Отечественной войны оккупанты установили в деревне свой гарнизон, разгромленный партизанами отряда имени К. Я. Ворошилова в декабре 1942 года. Действовали подпольные группы, возглавляемые Ф. П. Северовым, Н. С. Войтовичем и М. Ф. Евлончиком. При освобождении деревень Холмеч и Заужель 12 ноября 1943 года погибли 120 советских солдат (похоронены в братской могиле в центре, около школы). 140 жителей погибли на фронте. Согласно переписи 1959 года центр колхоза «Искра». Действуют средняя школа, Дом культуры, библиотека, больница, аптека, ветеринарный участок, отделение связи, 4 магазина, детский сад.
В состав Холмечского сельсовета до середины 1930-х годов входили, в настоящее время не существующие, посёлки Городок, Заря.

## Население

### Численность
- 2022 год — 509 хозяйств, 1278 жителя.

### Динамика
- 1795 год — 31 двор.
- 1858 год — 962 жителя.
- 1885 год — 95 дворов.
- 1897 год — 284 двора, 2304 жителя (согласно переписи).
- 1930 год — 293 двора.
- 1959 год — 641 житель (согласно переписи).
- 2004 год — 500 хозяйств, 1232 жителя.

## Культура
- Дом культуры

## Достопримечательность
- Госпиталь (нач. XX в.)

### Утраченное наследие
- Часовня
- Костёл
- Церковь

## Известные уроженцы
- Михлин, Соломон Григорьевич (1908—1990) — советский математик, профессор Ленинградского университета.
- Эренбург, Павел Маркович (1896—1986) — советский учёный в области растениеводства.